# 兩小無猜 (電視劇)
《兩小無猜》（英語：The Wonder Years）為美國ABC電視網於1988年1月31日至1993年5月12日期間，所播出的半小時電視影集，全6季，共115集。本片在台灣曾由中視首播，1988年發行授權原聲帶時曾將片名譯為《黃金年代》，後來於有線頻道重播時另有譯名為《奇妙年華》。
2015年，則於有線頻道「HITS」重播。

## 劇情大綱
以主人翁凱文·阿諾回憶他在1968年至1973年期間度過的少年時代（12～17歲，由弗瑞德·薩維奇飾演）回憶為故事主軸，並以成年的凱文旁白（丹尼爾·史登）負責串場，且正好是設定成本片在美國首播期間（1988年-1993年）的20年前。各季故事中融合了以當時凱文年齡觀點而言的典型社會時事（如越戰、總統選舉），與印象深刻的事件（如考試、升學、畢業）。每集的主線包括凱文跟鄰家女孩溫妮的甜蜜戀情、與家人間的溫暖插曲、朋友間的苦澀體驗等，並搭配成年凱文帶有懷舊與嘲諷語調的旁白。本片整體上是個以典型美國少年都曾有過的生活體驗為題材，與少年歷經各種經驗長大成人的故事。

## 主要人物與演員
- 凱文·阿諾（Kevin Arnold）：弗瑞德·薩維奇（Fred Savage）、丹尼爾·史登（Daniel Stern，成年凱文的旁白，但全劇中完全未露面）飾

本片的主角。成年的凱文則以旁白方式敘述劇情推展。
- 約翰·「傑克」·阿諾（John "Jack" Arnold）：丹·勞瑞亞（Dan Lauria）飾

凱文的父親。完結篇裡凱文的旁白中透露，傑克在該集劇情時間點的兩年之後過世。
- 諾瑪·阿諾（Norma Arnold）：愛莉·米爾斯（Alley Mills）飾

凱文的母親。原本是守護家人的全職主婦，但日後則成為成功兼顧家庭與工作的職業婦女。
- 凱倫·阿諾（Karen Arnold）：奧莉薇亞·達波（Olivia d'Abo）飾

凱文的姊姊，阿諾家三姊弟中的長女。後來結婚移居阿拉斯加。
- 韋恩·阿諾（Wayne Arnold）：傑森·赫維（Jason Hervey）飾

凱文的哥哥。最後繼承了父親傑克經營的家具工廠。
演員傑森·赫維本人亦為童星出身，過去曾在《回到未來》等電影中參與演出。
- 關朵琳·「溫妮」·古柏（Gwendolyn "Winnie" Cooper）：丹妮卡·麥凱勒（Danica McKellar）飾

凱文的鄰居，兩人後來發展出一段分分合合的戀愛關係。
第一季首集劇情中曾提及溫妮原本還有一個19歲的哥哥布萊恩，但在1968年於越戰前線戰死。
完結篇裡凱文的旁白中透露，溫妮在該集時間點的一年後前往巴黎留學，凱文與她通信了八年。兩人最後雖然在愛情路上並沒有在一起，但仍是彼此重要的好友，在溫妮回國時凱文還帶著妻兒前往接機。
- 保羅·約書亞·菲佛（Paul Joshua Pfeiffer）：喬許·沙維亞諾（Josh Saviano）飾

凱文的好友，為猶太裔。個性認真且頭腦聰明，但對很多東西都會過敏。也曾一度與溫妮交往。
完結篇時他已經在就讀哈佛大學。

## 得獎經歷
- 艾美獎（喜劇類影集、編劇) - 1988年
- 艾美獎（喜劇類導演）- 1989年
- 艾美獎（喜劇類編劇、導演：第三季第20集「Goodbye」）- 1990年
- 皮博迪獎 - 1989年

## DVD化的變更
本片與其他長期播映的其他成功影集不同之處，在於當時並未立即推出官方DVD上市。最大的理由，則在於劇中所使用的歌曲版權問題，全115集當中約使用了300首之多。在2014年雖然終於由美國Time Life Records公司推出收錄本片所有集數的套裝DVD，但劇中使用的部分歌曲，則仍因版權問題遭到置換。

## 外部連結
- 互联网电影数据库（IMDb）上《兩小無猜》的资料（英文）
- http://www.wonder-years.tv（页面存档备份，存于） Episode and Music Guide plus the official "The Wonder Years" book by Edward Gross
- Documentary The Wonder Years – Coming of Age（页面存档备份，存于） at the-wonder-years.com
- Peter's "The Wonder Years" fansite（页面存档备份，存于）
- The Show “The Wonder Years”, Cast, Pictures, and Trivia（页面存档备份，存于）